# 野上敏彦
野上 敏彦（のがみ としひこ、1956年4月13日 - ）は、兵庫県出身のレーサー。マツダスピードのメカニック出身。

## 経歴
工作機械、測定機器などの輸入販売業を手がける千代田機械貿易（現：CKB）3代目社長・野上巍の長男。野上巍は、野上照代の父野上巌と異母兄弟の弟である。
1980年、東海大学工学部動力機械工学科卒。マツダオート東京入社。1982年、マツダスピード設立と同時に移籍。メカニックとしてル・マン24時間レースに6回参加。1991年、同社を退社。ノガミプロジェクトを設立。

## モータースポーツ略歴
マツダスピード在籍中から富士フレッシュマンレースにマツダ・ファミリア(BD1051)で参加。
1982年、デビュー戦で優勝。
1984年からRJ/RSレースに参加し、シリーズ上位に多数入賞。94年にシリーズチャンピオン。筑波RSレースのコースレコードホルダー（54秒829）。
1989年-1990年、ワークス放出のマツダ・757で富士耐久シリーズに参戦。
1991年、マツダスピード退社後、プロドライバーとしてN1耐久（現スーパー耐久）にいすゞ・ジェミニで参戦。
いすゞのサテライトチーム（小山ガレージ）で運転、クラス優勝2回・クラス2シリーズチャンピオン。
1994年、インターナショナル鈴鹿500kmレースで総合3位、プロト2クラス1位。鈴鹿1000km耐久レースで、総合11位、プロト2クラス4位。
1995年、鈴鹿1000km耐久レースで玉本秀幸、輿水敏明と組み総合12位、プロト2クラス2位。全日本GT選手権にシリーズ参戦し、マツダ・RX-7(FC3S)でGT300シリーズ8位。
1996年、鈴鹿1000km耐久レース　RX-7(FC3S)で総合29位、クラス7位。完走国産車最上位。
1997年～98年、全日本GT選手権にREロードスター(NA6C)でシリーズ参戦。ファン投票でオールスター戦にも参加。
1989年～99年、雑誌、テレビ媒体のチームで行なわれる、ロードスターメディア対抗4時間耐久レースにも多数参加しており、最高位3位の成績を2回残している。
2002年、エンジニア／ドライバーとしてユーノス・ロードスター（NA6CE）をベースにGT300仕様を製作、全日本GT選手権に参加したことで注目を浴びる。特徴のあるマシンデザインがバンダイビジュアルの担当者の目に止まり、藤島康介企画・原案、ワタナベシンイチ監督の劇場版アニメ「エクスドライバー Nina&Rei Danrer Zone」で主役のNinaの乗るチューニングカーとしてアニメ化され、NOPROロードスター GT300の名称で映画内に登場する。
2012年、レース復帰、長男と親子でスーパー耐久シリーズに、DE5型マツダ・デミオでシリーズ参戦。最高位2位、シリーズ5位。
2013年、スーパー耐久シリーズ、シリーズ参戦。第3戦富士スピードウェイにてクラス優勝。他入賞、シリーズ4位。富士での優勝は、メジャー耐久レースにおいて、マツダのロータリー以外、レシプロエンジン搭載レース車で史上初。
2014年、スーパー耐久シリーズ、シリーズ参戦。2度の表彰台を含め6戦中5戦で入賞、シリーズ3位。
2015年、スーパー耐久シリーズ、シリーズ参戦。初のディーゼル車となるDJ5型デミオSKY-Dを投入。参戦しながら開発を進め、最終戦で3位表彰台。シリーズ4位。
2016年、スーパー耐久シリーズ、シリーズ参戦。第3戦鈴鹿サーキットでディーゼル車による国内レース初優勝を達成。この優勝を含め3度の表彰台を獲得し、シリーズ3位。
2017年、スーパー耐久シリーズ、シリーズ参戦。ST-3クラス17号車BMアクセラディーゼルがデビュー、DJデミオは　ST-5クラス３７号車の2台体制で参戦。第5戦富士10時間耐久でST-5クラス37号車DJデミオがクラス優勝。最終戦岡山、雨でSCスタートで開始したレースはデミオ同士、軽油VSガソリンの戦いを37号車が制し2連勝達成。ST-3クラス17号車アクセラシリーズ9位、ST-5クラス37号車デミオシリーズ2位。
2018年、スーパー耐久シリーズ、ST-2クラス17号車アクセラ、ST-5クラス37号車デミオでシリーズ参戦。第2戦SUGOで17号車アクセラが燃費の良さを活かし、2位の初表彰台を獲得。第3戦富士24時間レース初開催、17号車アクセラに多少のトラブルはあったがピット時間を有効に使い37号車デミオと共に２位でチェッカーのダブル入賞を果たす。第4戦AP、17号車アクセラが2位表彰台連続獲得。第5戦もてぎ、37号車がデミオがフィット相手に善戦し２位表彰台。第6戦岡山、37号車デミオが3位表彰台獲得。ST-2クラス17号車アクセラシリーズ4位、ST-5クラス37号車デミオシリーズ3位。
2019年、スーパー耐久シリーズ、ST-2クラス17号車アクセラ、ST-5クラス37号車デミオでシリーズ参戦。第1戦鈴鹿、37号車デミオが中盤トップから追随を許さず開幕優勝。17号車アクセラも5時間をトラブルなく走りきり３位表彰台獲得、第2戦SUGO、17号車アクセラが他クラスで荒れるアクシデントをくぐり抜け2位表彰台獲得。第5戦もてぎ、37号車デミオは先を行くフィットとロードスターを追いかけ、ロードスターを抜き2位表彰台。17号車アクセラもトラブルなく3位表彰台　ST-2クラス17号車BMアクセラシリーズ3位。
2020年、スーパー耐久シリーズ、ST-2クラス17号車アクセラ、ST-5クラス37号車デミオでシリーズ参戦。コロナウイルスにより9月の富士24時間からの開催となる。第1戦富士24時間、ドライスタートだったが途中雨によりSCランになり天候回復後、優勝を勝ち取った。コロナによる圧縮されたレースの開催等、最終戦のレース中止のためポイント僅差の不完全燃焼のまま終わった。ST-2クラス17号車アクセラシリーズ5位、ST-5クラス37号車デミオシリーズ5位。
2021年、スーパー耐久シリーズ、ST-5クラス17号車DJデミオでシリーズ参戦。第1・2戦は37号車DEガソリンデミオ、第3戦富士よりDJデーゼルデミオ2台体制での参戦。第6戦岡山でトヨタ主導で国内メーカー（トヨタ・マツダ・スバル・カワサキ・ヤマハ）の社長が集まりカーボンニュートラル成長戦略を掲げトヨタの水素燃料車に対しマツダがバイオ燃料サスティナを使用のディーゼルで対応する為、37号車をマツダに貸与。TEAM NOPROの37号車デミオがメーカー開発のST-Qクラスとなり、その後「MAZDA SPIRIT RACING」へ移籍、55号車となり2022年にシリーズ参戦。
マツダのバイオ燃料ディーゼルプロジェクトのバックアップとして、2021-2022年マツダのモータースポーツ活動をサポート。
2022年、スーパー耐久シリーズ、ST-5クラス17号車DJデミオ、37号車DEデミオの2台体制で参戦。第1戦鈴鹿、17号車デミオはスタート後快調に疾走し3位表彰台を獲得。第2戦富士24時間、17号車デミオがライバル車がリタイアしていく中しっかりと走りきり2度目の優勝。第3戦SUGO、17号車デミオはロードスター勢を追い詰めるも3位表彰台。最終戦鈴鹿、シリーズチャンピオンがかかった17号車デミオだったが、SCの介入やFCYの発生で追いつくことが叶わず3位表彰台。ST-5クラス17号車デミオシリーズ2位。
MZRacing 三浦正人著『マツダのルマン挑戦ストーリー 1974‐1997』に取材協力、元マツダスピード社員の証言として技術情報等を提供した。
2023年、スーパー耐久シリーズ、ST-5クラス17号車DJデミオ、ST-5クラス37号車DEデミオの2台体制で参戦。第1戦鈴鹿、17号車デミオが開幕戦を3位表彰台で幸先良いスタート。第2戦富士24時間、昨年に続き富士24時間の長いバトルを制し17号デミオが2連覇、3度目の優勝。37号車デミオも8位完走。第3戦SUGO、第4戦APで17号車デミオは連続2位表彰台獲得。昨年に続きシリーズチャンピオンをかけた最終戦富士4時間、圧倒的ロードスター勢有利にも拘らず2位表彰台獲得したがシリーズチャンピオンには届かなかった。ST-5クラス17号車デミオシリーズ2位、ST-5クラス37号車デミオシリーズ10位。
現在、神奈川県でマツダ・ロードスター専門のチューニングショップ「ノガミプロジェクト（NOPRO）」を経営。

## レース戦績

### 全日本ツーリングカー選手権
| 年     | 所属チーム         | 使用車両         | クラス | 1   | 2   | 3   | 4   | 5   | 6      | 順位 | ポイント |
| ------ | ------------------ | ---------------- | ------ | --- | --- | --- | --- | --- | ------ | ---- | -------- |
| 1991年 | Team Koyama Garage | いすゞ・ジェミニ | JTC-3  | SUG | SUZ | TSU | SEN | AUT | FSW 11 |      |          |

### 全日本GT選手権
| 年     | チーム               | 使用車両               | クラス | 1       | 2       | 3       | 4       | 5     | 6       | 7   | 順位 | ポイント |
| ------ | -------------------- | ---------------------- | ------ | ------- | ------- | ------- | ------- | ----- | ------- | --- | ---- | -------- |
| 1995年 | KAGEISEN RACING TEAM | マツダ・RX-7           | GT2    | SUZ     | FSW 8   | SEN Ret | FSW 6   | SUG 7 | MIN     |     | 19位 | 13       |
| 1996年 | KAGEISEN RACING TEAM | マツダ・RX-7           | GT300  | SUZ 10  | FSW Ret | SEN     | FSW 11  | SUG   | MIN 9   |     | 17位 | 3        |
| 1997年 | KAGEISEN RACING TEAM | マツダ・RX-7           | GT300  | SUZ 14  | FSW 12  | SEN     |         |       |         |     | NC   | 0        |
| 1997年 | KAGEISEN RACING TEAM | ユーノス・ロードスター | GT300  |         |         |         | FSW Ret | MIN   | SUG Ret |     | NC   | 0        |
| 1998年 | KAGEISEN RACING TEAM | ユーノス・ロードスター | GT300  | SUZ Ret | FSW     | SEN     | FSW 15  | TRM   | MIN     | SUG | NC   | 0        |